# Chambao

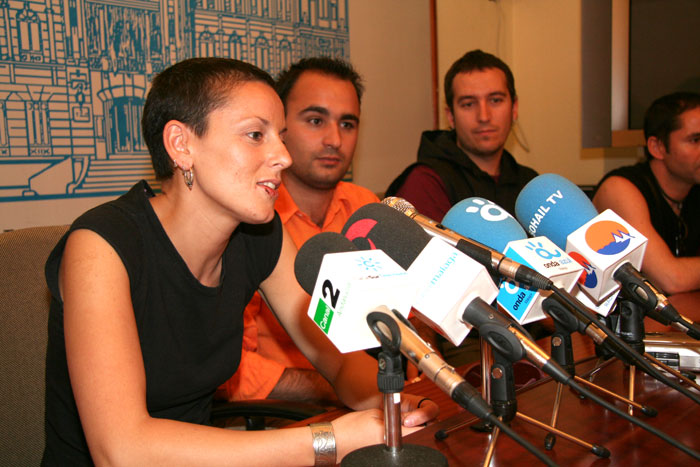
Chambao beim Festival Itinerante de Músicas (2006)

Chambao ist eine Flamenco-Electronic-Band aus Málaga (Andalusien, Spanien), die Flamenco-Einflüsse mit Elementen aktueller Pop-Musik vereint.

## Geschichte
Der Name der Band wurde von einer Form eines improvisierten Strandzelts genommen, das zum Schutz vor Wind und Sonne dient.
Entdeckt durch den holländischen Musiker Henrik Takkenberg, veröffentlichten Chambao als ein Trio von Musikern aus Málaga, María „La Mari“ del Mar Rodriguez, Eduardo Casañ und Dani (der die Band 2005 verließ) zwei Alben. 2003 gewannen sie den Premio Ondas Award für ihr Debütalbum Endorfinas en la mente (‚Endorphine in Gedanken‘).
Ihr Lied Ahí estás tú wurde in einer Werbung für Andalusien namens Andalucía te quiere verwendet.
Ihr Lied Papeles mojados thematisiert die gefährliche Überfahrt über das Mittelmeer, bei der viele afrikanische Immigranten zu Tode kommen. Wegen ihrer Stellungnahme für die Opfer einer verschärften Migrationspolitik wurde die Band für dieses Lied mehrfach ausgezeichnet.
Chambao sind: La Mari (Gesang), Roberto Cantero (Saxophon, Flöte), Oliver Sierra (Bass, Gitarre und Tres), Toni Romero (Keyboards), Toni Cantero (Gitarre), Juan Heredia (Percussion) und Coki Jiménez und Jorge Cid (Schlagzeug).

## Diskografie

### Studioalben
mit Chartplatzierungen ab 2005

| Jahr | Titel                  | Höchstplatzierung, Gesamtwochen, AuszeichnungChartsChartplatzierungen (Jahr, Titel, Platzierungen, Wochen, Auszeichnungen, Anmerkungen) | Anmerkungen                            |
| Jahr | Titel                  | ES | Anmerkungen                            |
| ---- | ---------------------- | --- | -------------------------------------- |
| 2001 | Pokito a poko          | ES5 (95 Wo.)ES | Erstveröffentlichung: 15. Juli 2001    |
| 2002 | Flamenco Chill         | — | Erstveröffentlichung: 12. Oktober 2002 |
| 2003 | Endorfinas en la mente | ES16 Gold · (96 Wo.)ES | Erstveröffentlichung: 23. Juni 2003    |
| 2007 | Con otro aire          | ES2 ×3Dreifachplatin · (64 Wo.)ES | Erstveröffentlichung: 6. November 2007 |
| 2009 | En el fin del mundo    | ES25 Gold · (26 Wo.)ES |                                        |
| 2012 | Chambao                | ES3 (24 Wo.)ES |                                        |
| 2016 | Nuevo ciclo            | ES7 (20 Wo.)ES | Erstveröffentlichung: 8. April 2016    |
| 2023 | En la cresta del ahora | ES99 (1 Wo.)ES |                                        |

grau schraffiert: keine Chartdaten aus diesem Jahr verfügbar

### Livealben
| Jahr | Titel                                   | Höchstplatzierung, Gesamtwochen, AuszeichnungChartsChartplatzierungen (Jahr, Titel, Platzierungen, Wochen, Auszeichnungen, Anmerkungen) | Anmerkungen |
| Jahr | Titel                                   | ES | Anmerkungen |
| ---- | --------------------------------------- | --- | ----------- |
| 2018 | De Chambao a La Mari – Último concierto | ES5 (4 Wo.)ES |             |

### Kompilationen
| Jahr | Titel                    | Höchstplatzierung, Gesamtwochen, AuszeichnungChartsChartplatzierungen (Jahr, Titel, Platzierungen, Wochen, Auszeichnungen, Anmerkungen) | Anmerkungen                              |
| Jahr | Titel                    | ES | Anmerkungen                              |
| ---- | ------------------------ | --- | ---------------------------------------- |
| 2006 | Caminando 2001-2006      | ES26 (24 Wo.)ES |                                          |
| 2013 | 10 años around the world | ES10 (15 Wo.)ES | Erstveröffentlichung: 23. September 2013 |

### Singles
| Jahr | Titel Album                                      | Höchstplatzierung, Gesamtwochen, AuszeichnungChartsChartplatzierungen (Jahr, Titel, Album, Platzierungen, Wochen, Auszeichnungen, Anmerkungen) | Anmerkungen |
| Jahr | Titel Album                                      | ES | Anmerkungen |
| ---- | ------------------------------------------------ | --- | ----------- |
| 2002 | Instinto humano (Remixes) Endorfinas en la mente | ES15 (1 Wo.)ES |             |
| 2010 | Cómeme En el fin del mundo                       | ES50 (1 Wo.)ES |             |
| 2012 | Lo mejor pa ti Chambao                           | ES27 (1 Wo.)ES |             |
| 2013 | Ahí estás tú 10 años around the world            | ES46 (1 Wo.)ES | feat. Nneka |

Weitere Singles
- 2001: Pokito a poko (ES: Gold)
- 2008: Papeles mojados (ES: ×2Doppelplatin )